# Bahçesaray

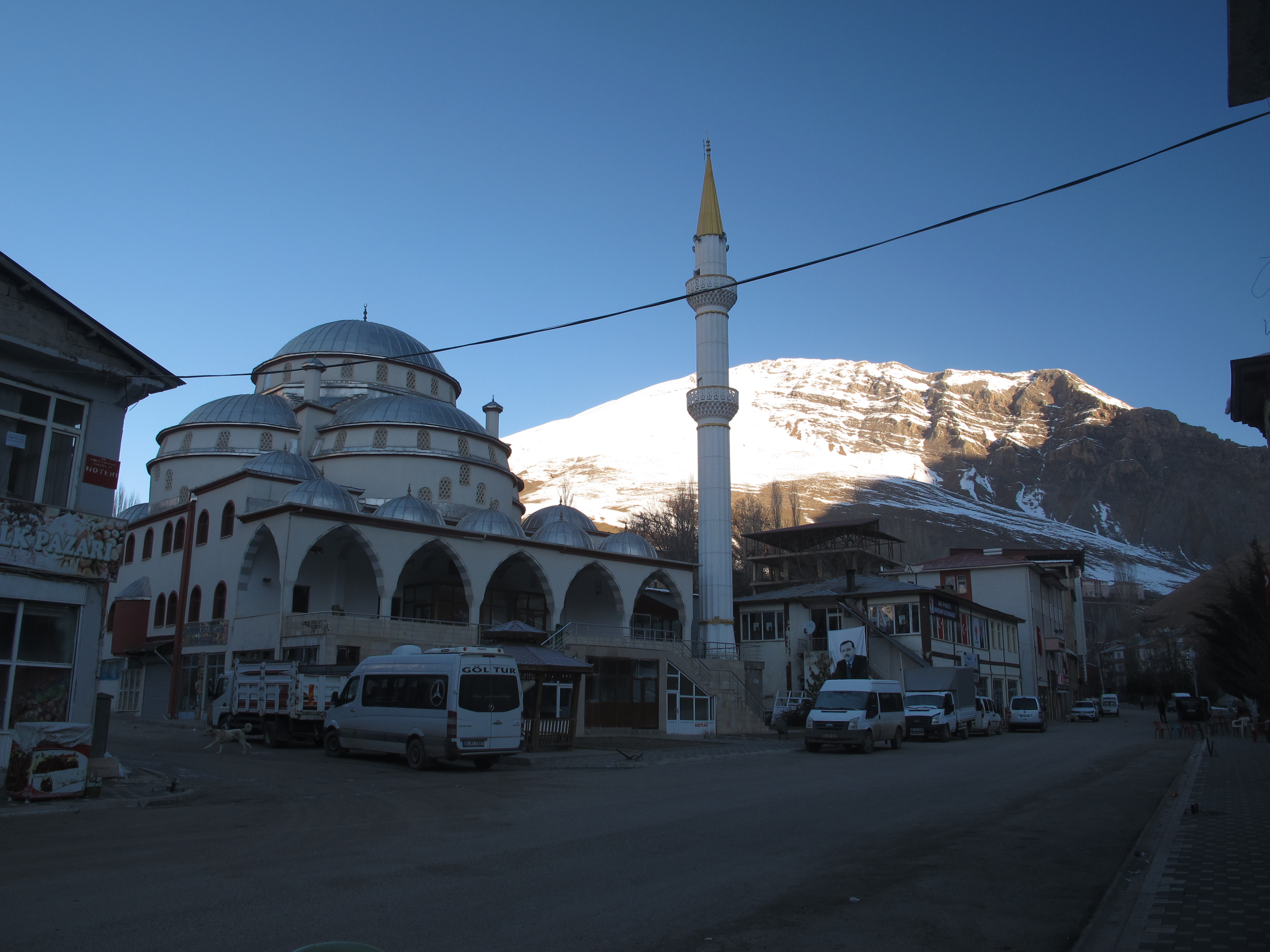
Central mosque in Bahçesaray

Bahçesaray là một huyện thuộc tỉnh Van, Thổ Nhĩ Kỳ. Huyện có diện tích 490 km² và dân số thời điểm năm 2007 là 18033 người, mật độ 37 người/km².